# ジョヴァッキーノ・ピッコローミニ
ジョヴァッキーノ・ピッコローミニ（Joachim Piccolomini、1259年 - 1305年）は、カトリック教会の福者。子供の守護聖人。

## 奇跡
『聖人言行録』には、子供についての二つの伝説が収録されている。
- パンを食べながら歩いていた少年が、狂暴な犬に襲われて、パンとともに指を一本噛み切られてしまった[1]。当時、福者ジョヴァッキーノの数々の奇跡が評判になっていたので、両親はジョヴァッキーノの墓を詣で、子供の指が元通りになるように願った。家に帰ってみると、留守番をさせていた子供に、残った指よりも綺麗で神聖な新しい指が生えていた[2]。
- 街の広場で、賑やかな祭りが行われていた。それをある男の子が高い所から眺めていたが、そのうちに落ちてしまった。子供が落ちていくのを見て、母親はとっさに福者ジョヴァッキーノに祈った[2]。みな転落死は免れないだろうと思ったが、ともかく駆けつけてみると、男の子は無傷で立っていた[2]。何があったのか聞いてみれば、頭の周りに後光の輝くジョヴァッキーノが現れて、空中で受け止めて、優しく地面に置いてくれたのだという[2]。